# عین معبد
عین معبد (به عربی: عين معبد) یک شهرداری در الجزایر است که در استان جلفه واقع شده‌است.
 عین معبد  ۱۹٬۹۹۷ نفر جمعیت دارد.